# 島根県西部地震
島根県西部地震（しまねけんせいぶじしん）は、2018年（平成30年）4月9日1時32分30.8秒（日本時間）に島根県西部を震源として発生した地震。地震の規模はMj（気象庁マグニチュード）6.1で、震源の深さは12キロメートル (km) である。最大震度5強を島根県大田市で観測した。
島根県内で震度5強以上を観測したのは、2000年（平成12年）に鳥取県西部地震が起きて以来、およそ18年ぶりであり、1919年（大正8年）以降、3回目の事例であった。

## 概要

### メカニズム
日本時間4月9日午前1時32分に島根県西部の深さ約10kmでMj6.1（暫定値）の地震が発生した。この地震により島根県で最大震度5強を観測した。この地震は地殻内で発生した地震である。本震の発震機構は、西北西 - 東南東方向に圧力軸を持つ横ずれ断層型（速報）で、北北西 - 南南東方向に延びる左横ずれ断層の震源断層であったと推定される。
2011年の東日本大震災以降、山陰地方の日本海側は年に5 - 6ミリメートル (mm) 程度瀬戸内海側に対して東に動いており、大陸プレート内にひずみが集中しているという。

### 周辺の活動
この地震の震央付近には活断層が確認されていないが、M5以上の地震は過去に発生している。近辺では、1930年12月20日にM6.1、1978年6月4日にM6.1の地震（島根県中部地震）が発生している。島根県西部では1963年にM5の地震が相次いで発生している。

## 震度

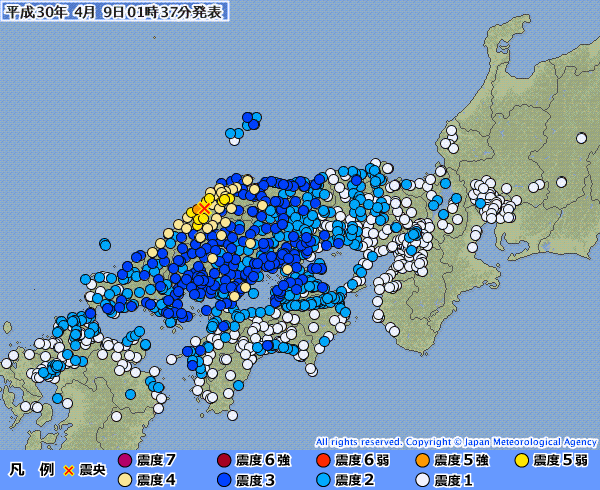
震度分布図

震度4以上が観測された気象庁の発表地点は以下の通り。
| 震度 | 都道府県 | 観測点名 |
| ---- | -------- | --- |
| 5強  | 島根県   | 大田市大田町 |
| 5弱  | 島根県   | 出雲市多伎町小田・出雲市湖陵町二部・雲南市大東町大東・雲南市三刀屋町三刀屋・雲南市木次町里方・大田市仁摩町仁万・川本町川本・島根美郷町君谷・島根美郷町粕淵 |
| 4    | 島根県   | 松江市西津田・松江市玉湯町湯町・松江市宍道町宍道・出雲市今市町・出雲市塩冶有原町・出雲市平田町・出雲市佐田町反辺・出雲市大社町杵築南・出雲市斐川町荘原・雲南市掛合町掛合・雲南市加茂町加茂中・飯南町下赤名・奥出雲町三成・浜田市殿町・浜田市三隅町三隅・益田市常盤町・大田市温泉津町小浜・江津市江津町・江津市桜江町川戸・島根美郷町都賀本郷・邑南町淀原・邑南町瑞穂支所 |
| 4    | 鳥取県   | 米子市博労町・米子市東町・境港市東本町・境港市上道町・鳥取日野町根雨 |
| 4    | 岡山県   | 倉敷市児島小川町 |
| 4    | 広島県   | 広島三次市君田町・庄原市高野町・安芸高田市向原町長田・神石高原町油木 |
| 4    | 愛媛県   | 今治市吉海町・上島町弓削 |

気象庁の推計震度分布図によると、大田市の震度観測点以外では、揺れの大きさが震度6弱に達した可能性がある。
この推計震度分布図による震度6弱の範囲は狭いとは言えず、構造物の被害が予想される。また、防災科学技術研究所の強震観測網「K-NET大田」では、震度6弱相当（計測震度5.5）を計測した。
同年に発生した大阪北部地震は、本地震と規模や深さがほとんど等しいにもかかわらず、最大震度や被害に差が生じた。大阪府の人口は島根県より10倍以上多く、また地震動の地盤増幅度の違いも加わって被害の差を生じたと考えられているが、気象庁発表対象の震度観測点の面積当たりの密度が、大阪府の方が島根県よりも4倍以上高く、震度観測体制の地域差が観測最大震度の違いを生んだと考えられている。

## 緊急地震速報
気象庁は、地震検知から5.9秒後の01時32分40.2秒に緊急地震速報（警報）を島根県の東部と西部、広島県の北部と南西部、鳥取県の西部に発表した。同年3月22日にPLUM法が導入されてから初めて緊急地震速報の警報が発令された事例となった。

## 被害・影響

### 被害状況
- 死者0人
- 負傷者9人（重傷者2人・軽傷者7人[24]）
- 住家全壊16棟[25]
- 住家半壊58棟[25]

この地震により、震度5強を観測した大田市を中心に被害が生じ、負傷者9人（重傷者2人、軽傷者7人）の人的被害が確認されているほか、1,000棟以上の建物に被害が確認された。
大田市の波根町・久手町では液状化被害が大きく（波根湖や久手干拓地の影響によるとみられる）、このエリアにある苅田神社では、強震で鳥居がバラバラに倒壊した。
また、水道と電気のライフラインにも支障をきたし、大田市では50戸の停電、水道は一時1,100戸以上断水した。島根県は、大田市で給水が困難な状況になっているとして自衛隊に災害派遣を要請した。大田市立病院では、給水タンクが破損し亀裂が生じた。
大田市の三瓶町では志学地区（特に「上の町」というエリア）を中心に大きな被害が発生した。町内では土砂崩れや地割れが発生したり、住宅や店舗が被災したり、建物が崩れたりした。また、三瓶町志学の老舗温泉旅館「湯元旅館」は、この地震で半壊被害を受けたため、解体を余儀なくされた。なお、三瓶町志学一帯は、40年前（1978年6月4日）の島根県中部地震でも大きな被害を受けている。

### 交通の影響
一時松江自動車道の一部区間で通行止めとなったほか、邑智郡美郷町の町道では100メートルにわたる土砂崩れが発生し、落石による道の通行止めも確認されている。
鉄道では山陰本線の西出雲駅から益田駅間で安全確認のために運転見合わせとなり、特急列車も一部運休等の措置が取られた。山陰本線は同日の17時51分に全線で運転が再開された。

## 長周期地震動
この地震で、島根県で長周期地震動階級2を、鳥取県で階級1を記録している。